# Сарнат, Артур
Артур Сарнат (пол. Artur Sarnat; 20 сентября 1970, Краков — 17 ноября 2024) — польский футболист, вратарь.

## Биография
Воспитанник клуба «Вавель» (Краков). Взрослую карьеру начинал в этом же клубе, а также в других клубах низших лиг Польши. С 1993 года выступал за «Вислу» (Краков), за которую провёл более 200 матчей в чемпионатах Польши во всех лигах, а также играл в европейских кубковых турнирах. В составе «Вислы» — чемпион Польши 1999 и 2001 годов, обладатель Кубка Польши 2002 года, обладатель Кубка польской лиги 2001 года, обладатель Суперкубка Польши 2001 года. В 2001 году играл за турецкий «Диярбакырспор», но покинул клуб из-за невыполнения финансовых условий. В 2004 году выступал за «Полонию» (Варшава). В высшем дивизионе Польши в составе «Вислы» и «Полонии» сыграл 181 матч.
После завершения игровой карьеры работал тренером вратарей в клубах низших лиг Польши. В 2011 году был дисквалифицирован на год и приговорён к штрафу в 10 тысяч злотых за причастность к коррупции в футболе.
Умер 17 ноября 2024 года после непродолжительной и тяжёлой болезни в возрасте 54 лет.

## Личная жизнь
Отец, Рышард Сарнат (род. 1942) также был футболистом, играл на позиции нападающего за «Краковию» и «Вислу».